# Camenella
Camenella — викопний рід тварин ряду Tommotiida, що існував у пізньому кембрії (520—513 млн років тому). Разом з іншими представниками ряду Tommotiida, належить до базальної групи лофофорат, що близька до спільного предка мохуваток і плечоногих. Скам'янілі рештки представників роду знайдені у Північній Америці, Європі, Азії та Австралії.

## Види
- Camenella admiranda
- Camenella baltica
- Camenella garbowskae
- Camenella korolevi
- Camenella kozlowskii
- Camenella parilobata
- Camenella reticulosa

## Оригінальний опис
- A.Y. Rozanov and V.V. Missarzhevsky. 1966. Biostratigraphy and fauna of Lower Cambrian beds. Trudy Geoligske Institut Moscow 148:1-126